# Gouverneur des Piemont
Französische Gouverneure des Piemont gab es während der Besetzung der Piemont im Verlauf der Italienischen Kriege von Anfang 1537 bis zum Rückzug der Franzosen aus Italien nach der Niederlage bei Saint-Quentin (10. August 1557), der durch den Frieden von Cateau-Cambrésis abgeschlossen wurde.
Die sieben Gouverneure waren:
- 18. Februar 1537: Jean d‘Humières († 1550)
- 29. November 1537: René de Montejean († 1539)
- Ende April 1539: Guillaume du Bellay, Seigneur de Langey († 1543)
- 28. September 1539: Claude d’Annebault († 1552)
- 6. Dezember 1543: François de Bourbon, Comte d’Enghien († 1546)
- 4. Oktober 1545: Giovanni Caracciolo, Principe di Melfi († 1550)
- 10. Juli 1550: Charles I. de Cossé, Comte de Brissac († 1563)